# MySync
MySync（マイシンク）はKDDI・沖縄セルラー電話のau携帯電話とPCの連携を目的にしたMicrosoft Windows用アプリケーション群。

## 概要
複数の製品が存在し、このうちMySync BizとMySync SuiteはauWEAR認証を取得しており、au公式扱いのソフトウェアとなっている。開発元は元来カシオ計算機傘下のカシオソフトであったが、2009年4月付けでカシオ情報機器に移管された。
発売開始以来長らく、本シリーズはau公認のものとしては唯一の個人向けデータバックアップ手段であった。やがて携帯電話端末へのminiSD/microSDの搭載で個人でもPCレスでデータをバックアップすることが可能になり、またPCへのバックアップ機能を持つau Music Port/LISMO Portの無償提供開始により、現在の携帯電話端末のデータバックアップについてはMySyncは必ずしも必要ではなくなっている。このため、近年の新ソフトウェアでは写真管理や印刷、待ち受け画像の作成などの機能が強化され、楽しさや利便性の向上に重点が置かれている。
新機種への対応はWeb上からアップデートプログラムをダウンロードし、ユーザーが各自でインストールする方式となっている。これまでのところ同一ソフトウェア間であればメジャーバージョンアップ時にもすべて無償で対応されているほか、バージョンアップ時に旧機種へのサポートが打ち切られることもなく、非常に良心的なリリース体制となっている。
MySyncシリーズ全製品の販売を2013年11月18日、ならびにサポートを2014年3月31日をもって終了した。

## ラインアップと歴史
MySync Biz
「マイシンク・ビズ」。Microsoft Outlookの連絡先・予定表・仕事データと携帯電話端末のアドレス帳・スケジュール・タスクリストの自動同期を行い、携帯電話端末をあたかもPDAのように活用することができる。また、データフォルダの読み込み・書き出し・バックアップ機能も用意されている。
2001年12月にau公式オプションとして発売が開始されたMySyncシリーズ最古参のソフトウェアで、発売当時の名称は単に「MySync」であった。この当時の本ソフトウェアはシリアルポート接続用にRS-232C準拠の専用シリアルケーブルが付属するパッケージとして、auショップなどで税別3,400円で販売されていた。その後USB接続に対応した「MySync A3012CA専用版」がダウンロード販売専用で登場し、現在のMySync Bizへと繋がっている。Biz登場当時から現在までに大きな機能追加などはなされていないものの携帯電話端末の新機種やOutlookの新バージョンへの対応は継続的に行われており、2009年6月現在はダウンロード（税込2,000円）と専用USBケーブル付きパッケージ（税込4,900円）の2通りの方式で販売されている。
MySync Photo ※廃止
「マイシンク・フォト」。カメラ付き携帯電話端末で撮影した写真・動画の取り込み・管理・印刷を行うソフトウェアで、外部メモリに対応していなかった初期のカメラ付き端末の利便性の向上がうたわれた。2002年11月に初期バージョンの「MySync Photo」がダウンロード（税別2,000円）、専用USBケーブルセット（税別3,900円）の2通りの方式で発売され、2003年6月に後継バージョン「MySync Photo2」に移行した。旧バージョンからの更新は無償で行われた。後述のMySync Suiteの登場にともない2004年8月に販売が終了し、2008年4月末に公式サポートも終了した。これまでのところ、完全にサポートが打ち切られた唯一のMySyncである。最後のアップデートは2008年5月2日の新機種対応で、W61SAとW61Sが対応機種に追加された。
MySync Address
「マイシンク・アドレス」。アドレス帳の読み込み・ファイル保存・書き出し機能のみを持つソフトウェア。初期のMySyncシリーズには一般の携帯電話メモリ編集ソフトのようなシンプルなアドレス帳編集機能がなかったため、その機能補完を目的としてMysync Biz、MySync Photo、MySync Photo2の利用者向けに無償公開された。シリアル番号を用意して公式サイトからダウンロードする方式で、2009年6月現在はMySync Biz利用者のみに提供されている。
MySync Suite
「マイシンク・スイート」。PIMやアドレス帳、写真やデータなど各種データの管理機能を統合したソフトウェアで、現在のMySyncシリーズの主力である。MySync Photo2、MySync Addressの機能は完全に取り込まれているが、PIM管理機能はMySync Bizと違いスタンドアロンで動作するもので、Microsoft Outlookとの同期機能は備えていない。このため、本ソフトウェアの登場後もMySync Bizは併売扱いとなっている。2009年6月現在はダウンロード（税込2,000円）とパッケージ（税込2,900円）、専用USBケーブル付きパッケージ（税込4,900円）の2通りの方式で販売されている。
MySync PETA
「マイシンク・ペタ」。Microsoft Outlookと携帯電話端末のPIM管理をメイン機能とする点はMySync Bizと共通するが、PCのデスクトップ上にOutlookのPIMデータを付箋形式で作成・管理する機能が設けられるなど、純粋な同期ソフトではなくOutlookの代替インターフェースとしての特徴が強い。ダウンロード販売専用（税込2,000円）。
MySync de はがき
「マイシンク・デ・はがき」。年賀状作成を念頭に置いたはがき作成ソフトウェア。携帯電話端末との連携機能を生かし、宛先用住所録とアドレス帳とを連携・同期したり、端末上の写真を読み出してそのままはがきに使用することができる。メールやブログ向けの年賀メッセージ作成を支援する機能も持つ。ダウンロード販売専用（税込1,600円）で、初代バージョンとなる2008年年賀用「MySync de はがき」は2007年12月に販売が開始され、2008年11月からは新バージョン「MySync de はがき 2009」に移行した。旧バージョンからの更新は無償で行われている。なお、MySync de はがきのリリース以前にはMySync Suiteと他社製の年賀状作成ソフト「はがき作家」のセット販売が行われたこともある。

## 対応環境
ソフトウェア、機能、携帯電話端末、接続ケーブルの組み合わせには各種条件があるため、購入前には必ず公式サイトでの確認が必要である。
接続に使用する専用ケーブルは現行の「MySync専用USBケーブル」（税込3,360円）と初期のMySyncパッケージに付属した「MySync専用RS-232Cシリアルケーブル」（単体販売なし）がある。USBケーブルのほうが通信速度が高速だが、初期の3桁型番cdmaOne端末の一部はRS-232Cケーブルのみに対応している。CDMA 1X WIN端末では専用ケーブルよりも安価なau純正「USBケーブルWIN」（税込1,050円・2008年冬モデルまでの一部機種には同等品が標準で付属）が利用できるため、WINユーザーは専用ケーブルを購入する必要はない。
同様にCDMA 1X/cdmaOne端末の一部では「USBケーブルA」（税別12,600円）が利用できるが、こちらは既に販売が終了していることに加えMySync専用ケーブルよりも高額であるため、新規に購入する意味は薄い。このほか、機種によりアイ・オー・データ機器「USB-cdma」（税別6,000円）・「USB-cdmaR」（税別5,800円）やTDK「UCB1464」（税別7980円）などを使用できるものもある。これらの他社製ケーブルはいずれもメーカーによる販売が終了している旧製品である。USBケーブルへの公式対応が行われる前は、専用RS-232Cケーブルと他社製のUSB・RS-232C変換アダプタの組み合わせ使用をアナウンスしていたこともある。